# 17 novembre
Il 17 novembre è il 321º giorno del calendario gregoriano (il 322º negli anni bisestili). Mancano 44 giorni alla fine dell'anno.

## Eventi
- 474 – Dopo dieci mesi di regno muore il giovane imperatore romano d'Oriente Leone II; gli succede il padre Zenone, già reggente durante il regno del figlio
- 1292 – Giovanni di Scozia diventa re di Scozia
- 1558 – Inizia l'epoca elisabettiana: muore la regina Maria I d'Inghilterra e le succede la sorellastra Elisabetta I d'Inghilterra
- 1570 – Un intenso terremoto colpisce Ferrara.
- 1603 – L'esploratore, scrittore e cortigiano inglese Sir Walter Raleigh viene processato per tradimento
- 1741 – Vaticano: Papa Benedetto XIV pubblica la lettera enciclica "Satis Vobis Compertum", sul sacramento del matrimonio, sulla regolamentazione circa i preliminari per la celebrazione del matrimonio e sulle dispense per i matrimoni segreti
- 1796 – Guerre napoleoniche: battaglia di Arcole – Le forze francesi sconfiggono gli austriaci in Italia
- 1820 – Il capitano Nathaniel Palmer diventa il primo statunitense ad arrivare in Antartide (la Penisola Palmer prenderà il nome da lui)
- 1839 – La prima opera di Giuseppe Verdi, Oberto, Conte di San Bonifacio, debutta a Milano
- 1856 – Sul fiume Sonoita, nell'odierna Arizona meridionale, l'esercito statunitense fonda Fort Buchanan, allo scopo di controllare i nuovi territori acquisiti con l'Acquisto di Gadsden
- 1863 – Guerra di secessione americana: inizia l'Assedio di Knoxville – Le forze confederate del generale James Longstreet pongono sotto assedio Knoxville (Tennessee) (le due settimane di assedio e l'unico attacco furono privi di successo)
- 1869 – In Egitto, il Canale di Suez, che collega il Mar Mediterraneo al Mar Rosso, viene inaugurato con una cerimonia elaborata
- 1871 – La National Rifle Association of America ottiene uno statuto dallo Stato di New York
- 1878 – Giovanni Passannante attenta alla vita di re Umberto I di Savoia
- 1903 – Il Partito Operaio Socialdemocratico Russo si scinde in due gruppi; i Bolscevichi (che in russo significa "maggioranza") e i Menscevichi ("minoranza")
- 1922 – L'ex sultano dell'Impero ottomano Mehmed VI va in esilio in Italia
- 1939
  - Eccidi nazisti degli studenti cecoslovacchi che si opponevano alla guerra
  - Viene istituita la linea aerea Roma – Rio de Janeiro
- 1962 – A Washington, il presidente statunitense John F. Kennedy inaugura il Dulles International Airport
- 1969 – Guerra fredda: i negoziatori sovietici e statunitensi si incontrano a Helsinki per dare il via ai negoziati SALT I.
- 1970
  - Douglas Engelbart riceve il brevetto per il primo mouse
  - Guerra del Vietnam: il tenente William Calley viene processato per il Massacro di Mỹ Lai
  - Programma Luna: l'Unione Sovietica fa atterrare la Lunochod 1 sul Mare Imbrium della Luna.
- 1973 – Insurrezione degli studenti del Politecnico di Atene contro il regime militare in Grecia.
- 1979 – Crisi degli ostaggi in Iran: il leader iraniano Ruhollah Khomeyni ordina il rilascio dei 13 ostaggi americani dell'ambasciata statunitense di Teheran.
- 1983 – In Chiapas nel Messico viene fondato l'Esercito Zapatista di Liberazione Nazionale
- 1985 – Esce il primo numero di Phrack
- 1988 – I Paesi Bassi diventano la seconda nazione ad essere connessa ad Internet
- 1989 – Guerra fredda: inizia la Rivoluzione di velluto in Cecoslovacchia.
- 1997 – A Luxor, in Egitto, 62 persone vengono uccise da 6 militanti islamici all'esterno del Tempio di Hatshepsut.
- 2000 – Alberto Fujimori viene destituito da presidente del Perù
- 2003 – Arnold Schwarzenegger si insedia come Governatore della California
- 2010 – Antonio Iovine, boss del Clan dei Casalesi, viene assicurato alla giustizia
- 2018 – Iniziano in Francia le manifestazioni del Movimento dei gilet gialli
- 2019 – Secondo quanto dichiarato dal governo cinese, a questa data risale il primo caso di contagio del virus COVID-19, il paziente è un 55enne residente nella provincia dell'Hubei

## Nati
Ci sono circa 1 110 voci su persone nate il 17 novembre; vedi la pagina Nati il 17 novembre per un elenco descrittivo o la categoria Nati il 17 novembre per un indice alfabetico.

## Morti
Ci sono circa 510 voci su persone morte il 17 novembre; vedi la pagina Morti il 17 novembre per un elenco descrittivo o la categoria Morti il 17 novembre per un indice alfabetico.

## Feste e ricorrenze

### Civili
Internazionali:
- Forum sociale mondiale - Giornata internazionale degli studenti
- Giornata mondiale della prematuritá

Nazionali:
- Repubblica Ceca - Giorno per la libertà e la democrazia (in ricordo delle proteste del 1989)

### Religiose
Cristianesimo:
- Sant'Alfonso Rodríguez-Olmedo, missionario gesuita e martire
- Santi Acisclo e Vittoria, martiri di Cordova
- Santi Alfio e Zaccheo, martiri
- Sant'Aniano di Orléans, vescovo
- Santa Elisabetta d'Ungheria, religiosa
- Sant'Eugenio di Firenze, diacono
- San Florino, sacerdote
- Santa Gertrude di Helfta, religiosa
- San Giacinto Giordano Ansalone, martire domenicano
- San Gregorio di Tours, vescovo
- San Gregorio Taumaturgo, vescovo
- Sant'Hilda di Whitby, badessa
- San Juan del Castillo, missionario gesuita e martire
- San Lazzaro di Costantinopoli, monaco
- Santa Mundizia, martire
- San Namazio di Vienne, vescovo
- San Tommaso Hioji Kokuzayemon Nishi, sacerdote domenicano, martire
- Sant'Ugo di Lincoln, monaco certosino e vescovo
- Sant'Ugo di Novara di Sicilia, abate
- Beato Antonio Torino, martire mercedario
- Beato Josafat Kocylovs'kyj, vescovo e martire
- Beato Leone Saisho Shichiemon Atsutomo, laico giapponese, martire
- Beato Lupo Sebastiano Hunot, martire
- Beato Pietro Nolasco, mercedario
- Beata Salomea di Polonia (o da Cracovia), regina d'Ungheria, badessa
- Beato Sisto Locatelli, francescano

Religione romana antica e moderna:
- Natale di Vespasiano